# Dysleptique
Un dysleptique est une substance interférant avec le fonctionnement normal de certaines fonctions chez des organismes vivants et de ce fait provoquant ou pouvant provoquer des troubles physiques ou psychiques. La principale catégorie de dysleptiques est composée par les psychodysleptiques à savoir des psychotropes perturbateurs du fonctionnement psychique dont font partie  les hallucinogènes et les produits capables de produire des symptômes de type psychotique (idées délirantes, angoisses ou au contraire euphorie, perte du contrôle, distorsions des perceptions). Les psychodysleptiques les plus connus sont l'alcool, le cannabis et les cannabinoïdes de synthèse, l'amphétamine, l'ecstasy (MDMA), les opiacés, le LSD, la cocaïne (crack) et l'héroïne,.
Les pharmacopées traditionnelles proposent de nombreuses substances dysleptiques,.